# FK BSK Borča
Maillots
Le Fudbalski Klub Borčanski Sportski Klub Borča (en serbe : Фудбалски Клуб Борчански Спортски Клуб Борча), plus couramment abrégé en BSK Borča, est un club serbe de football fondé en 1937 et basé à Borča, banlieue nord de Belgrade, la capitale.

## Bilan sportif

### Palmarès
| Compétitions nationales                                                                                       |
| --- |
| - Championnat de Serbie D2 (1) : - Champion : 2008-09. - Championnat de Serbie D3 (1) : - Champion : 2005-06. |

### Bilan par saison
| Saison    | Championnat | Championnat | Championnat | Championnat | Championnat | Championnat | Championnat | Championnat | Championnat | Championnat | Coupe de Serbie     |
| Saison    | Division    | Pos         | Pts         | J           | V           | N           | D           | BP          | BC          | Diff        | Coupe de Serbie     |
| --------- | ----------- | ----------- | ----------- | ----------- | ----------- | ----------- | ----------- | ----------- | ----------- | ----------- | ------------------- |
| 2006-2007 | 2e          | 4e          | 62          | 38          | 16          | 14          | 8           | 55          | 35          | +20         | —                   |
| 2007-2008 | 2e          | 3e          | 58          | 34          | 17          | 7           | 10          | 38          | 21          | +17         | Seizièmes de finale |
| 2008-2009 | 2e          | 1er         | 70          | 34          | 20          | 10          | 4           | 45          | 16          | +29         | Seizièmes de finale |
| 2009-2010 | 1re         | 12e         | 33          | 30          | 9           | 6           | 15          | 27          | 37          | -10         | Seizièmes de finale |
| 2010-2011 | 1re         | 11e         | 33          | 30          | 8           | 9           | 13          | 23          | 37          | -14         | Seizièmes de finale |
| 2011-2012 | 1re         | 12e         | 30          | 30          | 7           | 9           | 14          | 18          | 39          | -21         | Seizièmes de finale |
| 2012-2013 | 1re         | 15e         | 30          | 30          | 8           | 6           | 16          | 26          | 57          | -31         | Seizièmes de finale |
| 2013-2014 | 2e          | 5e          | 43          | 30          | 12          | 7           | 11          | 37          | 39          | -2          | Seizièmes de finale |
| 2014-2015 | 2e          | 10e         | 38          | 30          | 10          | 8           | 12          | 31          | 33          | -2          | Seizièmes de finale |
| 2015-2016 | 2e          | 9e          | 40          | 30          | 11          | 7           | 12          | 32          | 38          | -6          | Seizièmes de finale |
| 2016-2017 | 2e          | 14e         | 32          | 30          | 9           | 6           | 15          | 27          | 39          | -12         | Seizièmes de finale |
| 2017-2018 | 3e Belgrade | 9e          | 41          | 30          | 11          | 8           | 11          | 40          | 44          | -4          | Tour préliminaire   |
| 2018-2019 | 3e Belgrade | 11e         | 38          | 30          | 12          | 2           | 16          | 54          | 67          | -13         | —                   |
| 2019-2020 | 3e Belgrade | 4e          | 26          | 17          | 7           | 5           | 5           | 23          | 25          | -2          | —                   |
| 2020-2021 | 3e Belgrade | en cours    | en cours    | en cours    | en cours    | en cours    | en cours    | en cours    | en cours    | en cours    | —                   |

Légende
- Promotion en division supérieure.
- Relégation en division inférieure.

## Identité visuelle

Ancien logo

## Personnalités du club

### Présidents du club
- Obrad Ćesarević
- Dragomir Vasić

### Entraîneurs du club
| - Zoran Smileski (1988 - 1990) - Zoran Milinković (2005 - 2008) - Veličko Kaplanović (2008 - 2009) - Šefki Arifovski (2009 - 2010) | - Srđan Vasiljević (2010) - Miodrag Radanović (2010) - Milenko Kiković (2010 - 2011) - Saša Milanović (2011 - 2012) | - Veličko Kaplanović (2012) - Goran Milojević (2012 - 2013) - Nebojša Milošević (2013) - Predrag Pejović |